# Policaone (figlio di Lelego)
Policaone  (in greco antico: Πολυκάων?, Polykáon) è un personaggio della mitologia greca. Fu il primo re di Messenia.

## Genealogia
Figlio di Lelego e di Cleocaria, sposò Messene.
Non risulta essere stato padre.

## Mitologia
Il regno del padre spettò il fratello maggiore (Milete) e sua moglie Messene, delusa dal fatto di aver avuto un marito senza diritti al trono, cercò aiuto da Argo e dalla Laconia ed assieme a lui invase un territorio confinante (e che prese in seguito il nome di Messenia) ed una volta conquistato, vi fondarono la città di Andania, luogo dove in seguito fecero costruire il loro palazzo.
La sua dinastia si estinse entro 5 generazioni.